# Kembang Tanduk
Kembang Tanduk is een bestuurslaag in het regentschap Prabumulih van de provincie Zuid-Sumatra, Indonesië. Kembang Tanduk telt 1495 inwoners (volkstelling 2010).